# 主席大臣

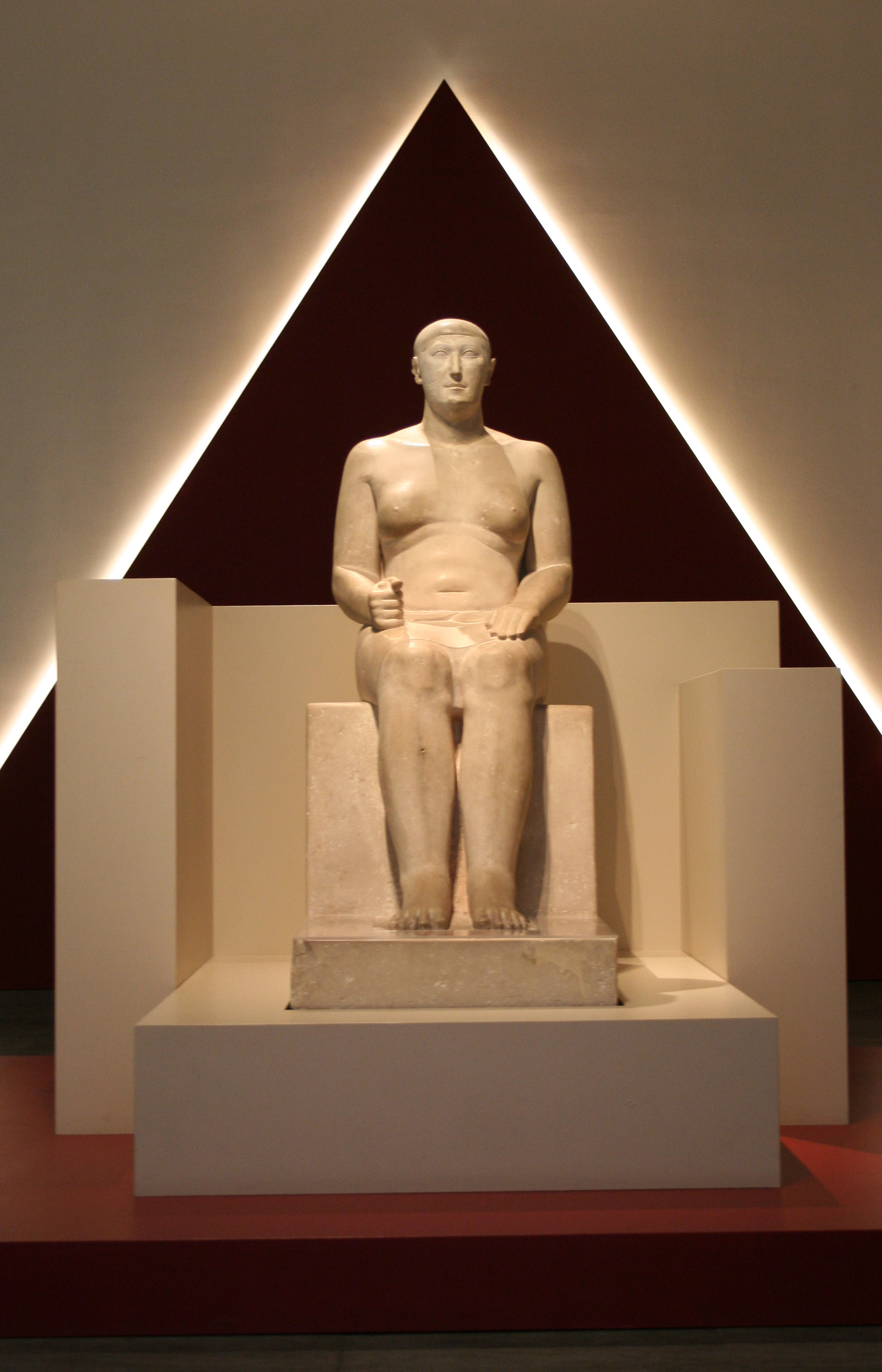
第4王朝の主席大臣・ヘミウヌの像

主席大臣（しゅせきだいじん、エジプト語: ṯꜣtj、英語化: tjaty）は、古王国・中王国・新王国時代の古代エジプトでファラオに仕えた最高官吏である。主席大臣はファラオに任命されることが多かった。第4王朝から第5王朝初期にかけての主席大臣は王家の出身者のみであったが、ネフェリルカラーの時代あたりからは、忠誠心や才能によって任命されるか世襲された。新王国時代の主席大臣・レクミラの墓で見つかった文は主席大臣の職務について説明している。

## 職務
主席大臣はファラオによって任命され、多くの場合、ファラオの家族に属していた。主席大臣は主に現代の首相と同様に国家の運営を監督していた。時には、街の水道水のサンプリングなどの作業も行っていた。収税官や書記官などの官吏や役人はすべて主席大臣に配下にあった。古代エジプトの司法は民政の一部であったため、主席大臣は高等法院に席を置いていた。ファラオはいつでも主席大臣の決定を覆し、行政のあらゆる面で自らの支配力を行使することができた。主席大臣はまた、王宮の訪問者の出入りを監視し、ファラオと王宮の安全を監督する他、しばしば貿易を記録していた。第5王朝以降、主席大臣は文官の最高責任者として、司法、書記、国家文書館、中央穀倉、国庫、余剰産物の貯蔵とその再分配、王家のピラミッドなどの建築の監督など、宮殿と政府の運営に最高責任を負った。新王国時代には、上エジプトと下エジプトにそれぞれ主席大臣が存在した。

## 主席大臣になるための要件
新王国時代の主席大臣・レクミラの墓で見つかった主席大臣の役職を記した文書「主席大臣の設置」（英語: Installation of the Vizier）による、主席大臣になるための要件は下記である。
- 法律に従って行動する
- 公正に判断する
- 身勝手に、または強引に行動しないこと

## 歴代主席大臣一覧
この一覧は未完成です。加筆、訂正して下さる協力者を求めています。

### 古王国時代
- カゲムニ1世
- ネフェルマート1世

- ヘミウヌ
- カワブ
- アンクハフ
- ネフェルマート2世
- ミンカフ1世

### 中王国時代
- ベビ
- ダギ
- アメンエムハト1世
- イピ

### 新王国時代
- レクミラ
- アイ
- ラムセス1世
- パセル

### 第3中間期
- パネジェム1世